# For The Gambia Our Homeland
For The Gambia Our Homeland en español : (Por Gambia nuestra patria) es el himno nacional de Gambia. Escrito por Virginia Julie Howe y compuesto por Jeremy Frederick Howe (basado en la canción tradicional de la tribu Mandinka, denominada Foday Kaba Dumbuya), fue adoptado tras conseguir la independencia en 1965.

## Texto en inglés
For The Gambia, our homeland
We strive and work and pray,
That all may live in unity,
Freedom and peace each day.
Let justice guide our actions
Towards the common good,
And join our diverse peoples
To prove man's brotherhood.
We pledge our firm allegiance,
Our promise we renew;
Keep us, great God of nations,
To The Gambia ever true.

## Texto en español
Por Gambia, nuestra patria.
Nos esforzamos y trabajamos y oramos,
Que todos puedan vivir en unidad,
libertad y paz cada día.
Dejad que la justicia guíe nuestras acciones
hacia el bien común,
y una nuestros diversos pueblos
para demostrar la hermandad del hombre.
Juramos nuestra firme lealtad,
nuestra promesa renovamos;
Mantenos, gran Dios de las naciones,
hacia Gambia siempre fieles.